# Guerriglieri della foresta
I guerriglieri della foresta (finlandese: Metsäsissit) erano una milizia di resistenza anti-sovietica finnica formata da alcuni abitanti delle parrocchie di Repola e Porajärvi, in Carelia orientale, oltre a diversi volontari della Guardia Bianca dopo che il loro territorio fu ceduto alla Russia bolscevica nel trattato di Tartu del 1920. Il conflitto è noto come la rivolta della Carelia orientale. Le circa 2.000 forze dei Metsäsissit riuscirono a catturare gran parte della Carelia orientale durante la loro ribellione contro i governanti russi nel 1921, con l'obiettivo di unire queste aree con la neonata Repubblica di Finlandia. Alla fine, tuttavia, nel 1922 le forze ribelli si ritirarono in Finlandia.

## La nascita del movimento

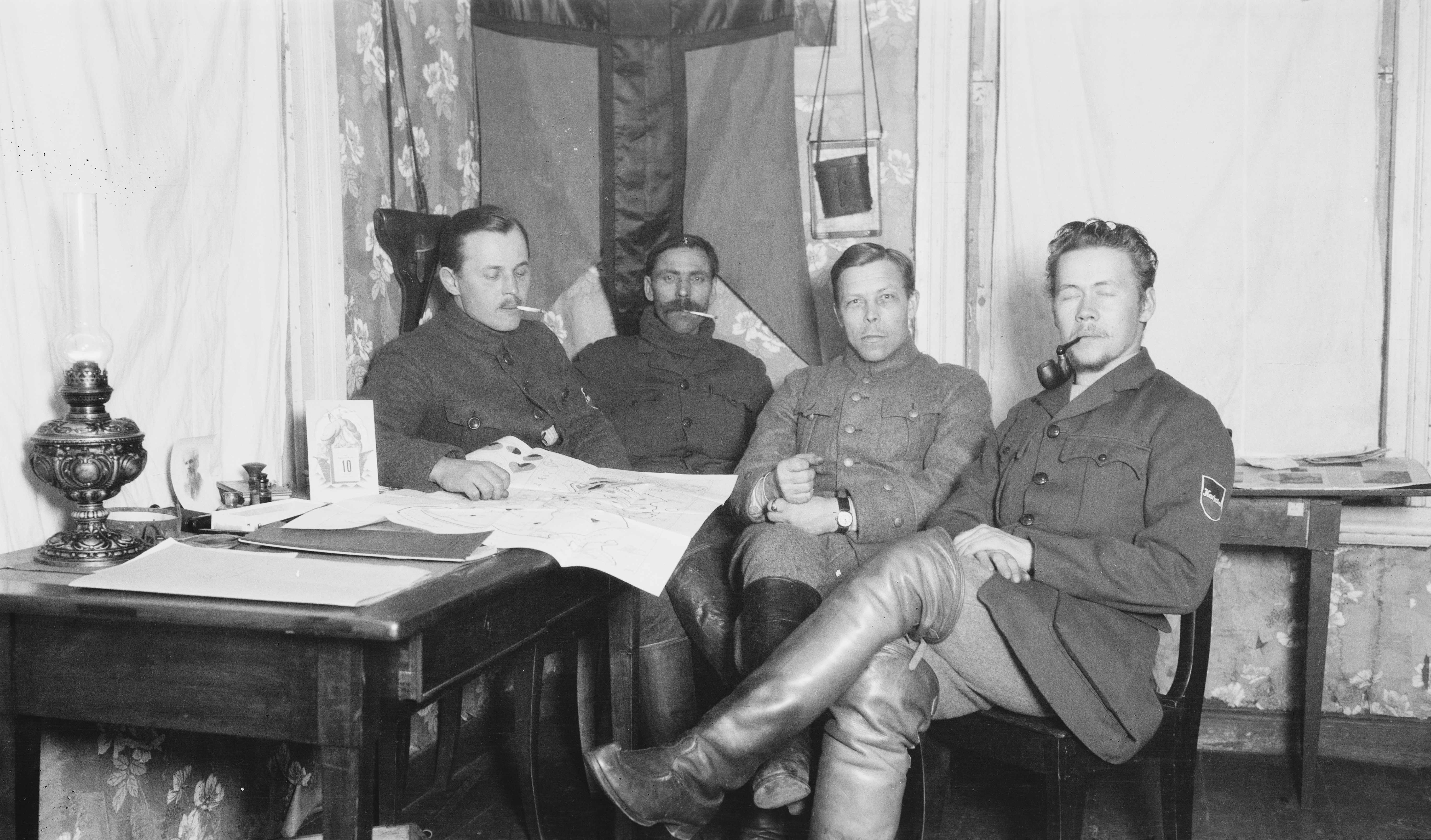
Jalmari Takkinen (a destra), Järvinen e Malkamäki del battaglione di guerriglieri della foresta della Carelia a Kiimajärvi, 1921-1922. La foto è stata scattata dall'esploratore e archeologo Sakari Pälsi.

Alla fine del 1921, gruppi armati delle dimensioni di una compagnia o più piccoli nacquero tranquillamente nella Carelia orientale. Le truppe maschili erano paragonabili alla Guardia Bianca istituita in Finlandia nel 1917. Ben presto le forze furono riunite nel "Reggimento di Guerriglia della Foresta della Carelia", la cui forza complessiva era di circa 3.000 uomini.
I guerriglieri della foresta della Carelia, dopo una riunione, stabilirono a Koivuniemi il 14-15 ottobre 1921 il Karelia Metsässisserössett, un governo di tre membri: il leader spirituale Ukki Väinämöinen, alias Vaseli Levonen (Sidoroff), e Ossippa Borissainen (Borissoff, anche Kivinen), entrambi careliani, il comandante in capo dei guerriglieri della foresta Ilmarinen, alias Jalmari Takkinen, nato invece a Rantasalmi. La sua posizione era giustificata da un legame lavorativo con i militanti. L'organo politico dei guerriglieri della foresta era il governo centrale della Carelia. L'organismo che si occupava degli affari esteri, chiedendo principalmente aiuto alle potenze occidentali, era la delegazione estera della Carelia. I guerriglieri della foresta erano divisi in tre unità: il reggimento di guerriglia della foresta della Carelia (MSR), il reggimento Viena (VR) e il battaglione Repola (RP). Il quartier generale del MSR era a Kiimasjärvi e c'erano circa 600 uomini nel reggimento. Il reggimento era guidato da Ilmarinen e il suo battaglione di sciatori da Jaeger Antti Isotalo. Il reggimento Viena, guidato dal luogotenente di Uhtua Erkki Simola e successivamente da Heino Parviainen, operava a nord di Viena, ed era leggermente più piccolo del MSR. Il battaglione di Repola operava nel Karjala di Aunus e parecchi guerrieri tribali finlandesi si unirono a esso.
I guerriglieri ebbero inizialmente successo e conquistarono la maggior parte di Viena, 60.000 km², e minacciarono la linea Muurmann, dando una pubblicità positiva ai careliani nel mondo occidentale.

## La fine del movimento
Quando i guerriglieri della foresta dovettero scontrarsi contro i russi in superiorità numerica, soffrendo di mancanza di cibo e munizioni, i membri e la direzione dell'Organizzazione della guerriglia della Carelia e i membri del reggimento della guerriglia si ritirarono sul lato finlandese del confine. Migliaia di profughi della Carelia si sono trasferiti in Finlandia con i guerriglieri della foresta. Le battaglie degli ultimi guerriglieri, il Reggimento Viena, di 267 uomini, terminarono alla fine di febbraio 1922.
Guerriglieri della foresta e rifugiati costituirono poi battaglioni careliani in Ostrobotnia sotto la guida di Vihtori Kosola, tra gli altri. Una forma di continuazione, in forma perlopiù civile anziché militare, dell'operato dei guerriglieri della foresta fu operata dalla Società Accademica della Carelia (AKS).